# Tawny Little
Tawny Little, née Tawny Godin le 15 septembre 1956 à Portland dans le Maine aux États-Unis, est une personnalité de la télévision américaine, qui a été couronnée Miss New York (en), en 1975, puis Miss America 1976.

## Source de la traduction
- (en) Cet article est partiellement ou en totalité issu de l’article de Wikipédia en anglais intitulé « Tawny Little » (voir la liste des auteurs).